# 도글라스 루이스
도글라스 루이스(Douglas Luiz, 1998년 5월 9일 ~ )는 브라질의 축구 선수로, 현재 이탈리아 세리에 A의 유벤투스 FC에서 활동하고 있다.
도글라스 루이스는 리우데자이로에 있는 바스코다가마 아카데미 출신이다. 2017년 19세에 맨체스터 시티와 계약했지만 취업 허가 문제로 인해 클럽에서 근무하는 동안 경쟁 경기를 한 번도 치르지 않았고 라 리가의 지로나로 두 번 임대되었다. 아스톤 빌라는 2019년 7월 루이스와 계약했다. 2020년 하계 올림픽 남자 축구 결승전에서 금메달을 딴 올림픽 챔피언이다.